# Chłopiec z łabędziem (sztuka)
Chłopiec z łabędziem – polski dramat, jednoaktówka autorstwa Ingmara Villqista, napisana dla Teatru Śląskiego, gdzie miała miejsce premiera 8 maja 2015 roku w reżyserii autora. Premiera radiowa odbyła się w 2015 roku, w reżyserii autora. Autor obronił pracę doktorską pt. "Chłopiec z łabędziem" - jednoaktówka w teatralnej przestrzeni scenicznej i dźwiękowej. Pomiędzy akceptacją, a nie zgodą na świat nakazany w 2018 roku, w której przedstawił proces tworzenia oraz realizacji scenicznej i radiowej tytułowej sztuki.

## Opis fabuły
Dwie siostry: Hagen (starsza) i Arn (młodsza) mieszkają w jednym mieszkaniu. Hagen jest bardzo zaborcza, narzuca swoją wolę młodszej Arni, czasem traktuje ją wręcz jak dziecko. Na podstawie kilku zdań wypowiedzianych przez Arni, Hagen buduje całą opowieść, którą traktuje poważnie i jest przekonana o jej prawdziwości. Nawiązuje się dość złożona relacja między siostrami. Po pewnym czasie przychodzi do nich w odwiedziny pani Laura.

## Miejsce akcji
Autor umiejscawia akcję sztuki w chorzowskiej kamienicy przy placu Jana Matejki, gdzie stoi rzeźba Chłopca z łabędziem. W sztuce siostry wspominają pobliski kościół (kościół pw. św. Antoniego) i hutę.